# Apristurus parvipinnis
Apristurus parvipinnis es una especie de pez de la familia Scyliorhinidae en el orden de los Carcharhiniformes.

## Morfología
Los machos pueden llegar alcanzar los 48 cm de longitud total y las hembras los 52 cm.

## Reproducción
Es ovíparo.

## Distribución geográfica
Se encuentra en las  costas de Colombia, Guayana Francesa, México, Panamá y Florida (Estados Unidos).